# Hadrurus anzaborrego
Espèce
Hadrurus anzaborrego est une espèce de scorpions de la famille des Hadruridae.

## Distribution
Cette espèce se rencontre aux États-Unis dans le Sud de la Californie dans les comtés de San Diego et d'Imperial et au Mexique dans l'extrême Nord de la Basse-Californie.

## Description
La femelle holotype mesure 104,30 mm, les mâles mesurent de 84,90 à 99,35 mm et les femelles de 104,30 à 107,90 mm.

## Étymologie
Son nom d'espèce lui a été donné en référence au lieu de sa découverte, le parc d'État du désert d'Anza-Borrego.

## Publication originale
- Soleglad, Fet & Lowe, 2011 : Contributions to scorpion systematics. IV. Observations on the Hadrurus "spadix" subgroup with a description of a new species (Scorpiones: Caraboctonidae). Euscorpius, no 112, p. 1-36 (texte intégral).